# Alì Babà e i 40 ladroni (film 1944)
Alì Babà e i quaranta ladroni (Ali Baba and the Forty Thieves) è un film di Arthur Lubin del 1944. Il film è liberamente ispirato alla favola di Alì Babà e i quaranta ladroni.

## Trama
Il sultano di Baghdad tradito dal principe Cassim viene ucciso e la città consegnata ai mongoli. Suo figlio, però riesce a scappare, trova la grotta segreta dei quaranta ladroni e viene adottato da questi. Passano gli anni e il ragazzo, ormai adulto, è  diventato un ribelle a capo dei ladroni e ricercato. Incontra la principessa Amara, sua compagna di giochi di quand'erano bambini, figlia dell'uomo che ha tradito il sultano. I due si innamorano e Alì, con l'aiuto della  banda riesce a riconquistare Bagdad e a salvare Amara, destinata a sposare il Gran Khan.